# John Amherst
John Amherst (* 6. Januar 1718; † 14. Februar 1778 in Gosport, Hampshire) war ein britischer Marineoffizier, zuletzt im Rang eines Admiral of the Blue.

## Leben
Er war der dritte von vier Söhnen des englischen Rechtsanwalts Jeffrey Amherst (1677–1750) aus dessen Ehe mit Elizabeth Kerrill. Zu seinen Brüdern zählten der Field Marshal Jeffrey Amherst, 1. Baron Amherst (1717–1797), und der Lieutenant-General William Amherst (1732–1781).
Er trat 1730 in die Royal Navy ein. Nachdem er als Midshipman und Lieutenant in der britischen Mittelmeerflotte gedient hatte, wurde er im Dezember 1744 zum Captain befördert. Während des Ersten Karnatischen Kriegs wurde er 1746 Kommandant des 50-Kanonen-Linienschiffs Preston und kurz darauf Flaggkapitän der 60-Kanonen-Linienschiffs Princess Mary unter Rear-Admiral Thomas Griffin und operierte vor der Küste Indiens.
1753 wurde er Kommandant des 64-Kanonen-Linienschiffs Mars. Er wurde zunächst zur Bewachung des Hafens von Portsmouth eingesetzt und gehörte ab 1755 der Flotte unter Vice-Admiral Edward Boscawen an, die 1755 anlässlich des sich anbahnenden Siebenjährigen Krieges nach Nordamerika auslief. Bei Ankunft im Hafen von Halifax lief die Mars auf Grund und musste abgewrackt werden. Amherst wurde wegen des Vorfalls vor einem Militärgericht angeklagt, jedoch schließlich freigesprochen.
Bei seiner Rückkehr nach England wurde er Kommandant des 50-Kanonen-Linienschiffs Deptford, mit dem er im März 1756 unter Admiral John Byng ins Mittelmeer segelte. Im Mai 1756 nahm er an den Kämpfen um Menorca teil. 1766 nahm er als Kommandant des 64-Kanonen-Linienschiffs Captain am erfolglosen Angriff auf die Festung Louisbourg und 1761 als Kommandant des 74-Kanonen-Linienschiffs Arrogant an der Eroberung der Belle-Île teil.
1762 wurde er als Commodore in Gibraltar stationiert. 1765 wurde er zum Vice-Admiral befördert und 1776 wurde er zum Oberbefehlshaber der Marinebasis in Plymouth ernannt. Im Januar 1778 wurde er zum Admiral befördert. Er starb überraschend im Februar 1778 und wurde in der Pfarrkirche von Sevenoaks in Kent begraben. Seine Ehe mit Ann Lindzee blieb kinderlos.